# Feldbahn Bafra–Engiz
| Feldbahnlokomotive, 1944                                                                            |                     |                     |                     |
| Trasse der Feldbahn Bafra–Engiz, 1945                                                               |                     |                     |                     |
| Streckenlänge:                                                                                      | 18 km               |                     |                     |
| Spurweite:                                                                                          | 600 mm (Schmalspur) |                     |                     |
| |                     |                     |                     |
| \| \| \| Bafra \| \| \| \| Seriköy Ist. \| \| \| \| Nohutlu Ist. \| \| \| \| Kumcağız Isk.(Pier) \| |                     |                     |                     |
| Betriebs-/Güterbahnhof Streckenanfang (Strecke außer Betrieb)                                       |                     | Bafra               | Bafra               |
| Blockstelle (Strecke außer Betrieb)                                                                 |                     | Seriköy Ist.        | Seriköy Ist.        |
| Blockstelle (Strecke außer Betrieb)                                                                 |                     | Nohutlu Ist.        | Nohutlu Ist.        |
| Betriebs-/Güterbahnhof Streckenende (Strecke außer Betrieb)                                         |                     | Kumcağız Isk.(Pier) | Kumcağız Isk.(Pier) |

Die Feldbahn Bafra–Engiz (türkisch Bafra dekovili, Bafra Demiryolu oder Bafra-Engiz Dekovil Hattı) war eine 18 km lange Schmalspurbahn mit 600 mm Spurweite in der Türkei.

## Geschichte
Die Feldbahn Bafra–Engiz wurde 1929 westlich des Stadtzentrums von Bafra (im heutigen Stadtteil Fatih) am Ufer des Flusses Kızılırmak verlegt, als der Geschäftsmann Emin Sazak aus Eskişehir, der auch der Eigentümer des Bauunternehmens Cumhuriyet İnşaat war, ein Sägewerk bauen ließ. Das Sägewerk von Bafra (türkisch: Kunduz Ormanları Türk Limited Şirketi Bafra Kereste Fabrikası) gehörte zu den ersten privatwirtschaftlichen Investitionen in der Türkei. Es wurde 1929 gebaut und zwei Jahre später, 1931, in Betrieb genommen.
Die Fabrik wurde von ihrem Gründer und Eigentümer Emin Sazak zwei Jahre lang bis zum 10. August 1933 betrieben. Als Emin Sazak aufgrund der Verschlechterung seiner Geschäftslage nicht mehr in der Lage war, seine Schulden zu begleichen, wurde die Fabrik am 11. August 1933 an die Türkiye İş Bankası, den Gründungspartner und das Kreditinstitut, übertragen. Der Betrieb der Schmalspurbahn wurde 1946 eingestellt.